# مرنوف (قفل شمر)

تعديل مصدري - تعديل

مرنوف هي إحدى قرى عزلة المخلاف بمديرية قفل شمر التابعة لمحافظة حجة، بلغ تعداد سكانها 203 نسمة حسب تعداد اليمن لعام 2004.